# Wilhelm Schepers
Wilhelm Schepers (* 22. Mai 1927 in Epe (Westfalen); † Juli 1977 in Leuchtenburg-Holthorst bei Bremen) war ein Politiker aus Bremen (CDU) und Mitglied der Bremischen Bürgerschaft. 

## Biografie
Schepers war als Verwaltungsangestellter in Bremen tätig.  Nachdem Schepers am 11. Juli 1977 als vermisst gemeldet und anschließend rund vier Wochen lang von der Polizei gesucht worden war, wurde seine Leiche am 8. August in einer Tannenschonung in Leuchtenburg-Holthorst bei Bremen entdeckt. Die Todesursache wurde nicht öffentlich bekannt. Schepers hinterließ seine Frau und zwei Kinder.

### Politik
Schepers war Mitglied in der CDU in Bremen. Er war  Mitglied im Landesvorstand und in der Zeit von 1968 bis 1975, als Ernst Müller-Hermann Landesvorsitzender war, Geschäftsführer der CDU Bremen. 
Von 1963 bis zu seinem Tod 1977 war er 14 Jahre lang Mitglied der Bremischen Bürgerschaft und in verschiedenen Deputationen und Ausschüssen der Bürgerschaft tätig. 